# محمدعاصم عاصم
محمدعاصم عاصم (زاده: ۱۳۳۷ ولسوالی خنجان، ولایت بغلان) سیاست‌مدار افغانستانی، نماینده مردم بغلان در دوره پانزدهم مجلس نمایندگان افغانستان و والی سابق ولایت پروان بود.

## زندگی‌نامه
محمد عاصم عاصم متولد ۱۳۳۷ از ولسوالی خنجان ولایت بغلان افغانستان است. وی از هزاره‌های اهل سنت افغانستان می‌باشد.
عاصم تحصیلات عالی خود را در رشته علوم سیاسی از دانشگاه تهران به اتمام رسانده‌است.

## دیگر فعالیت‌ها
- معاون و سرپرست وزارت مخابرات افغانستان در دولت اسلامی افغانستان و پس از سقوط طالبان.[۱]
- عضو گردهمایی بزرگ اضطراری.[۱]
- نماینده مردم بغلان در دوره پانزدهم پارلمان افغانستان.
- والی بغلان (۱۳۹۴–۱۳۹۶).